# Thingstätte

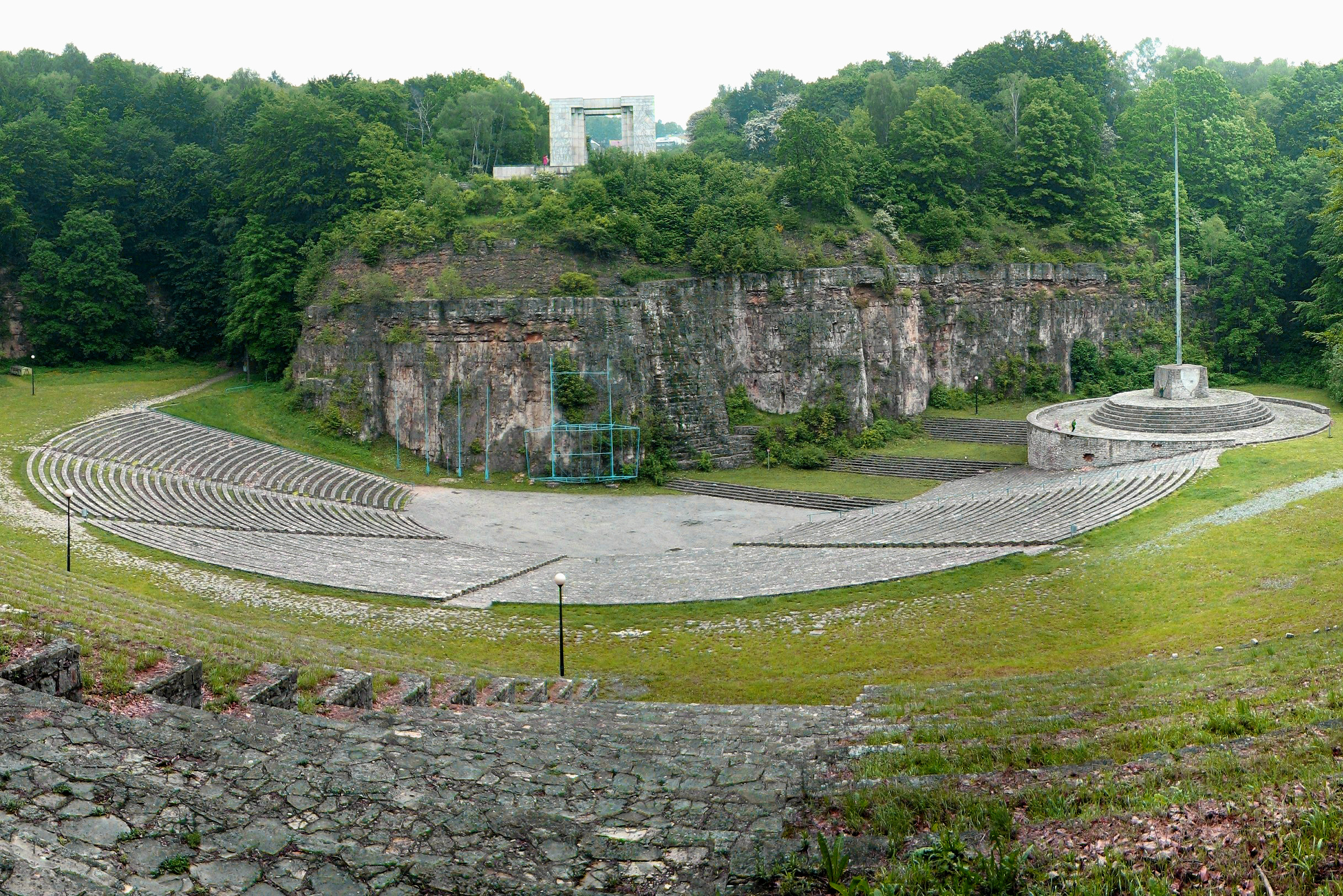
Amfiteatr na Górze Św. Anny - rok 2008

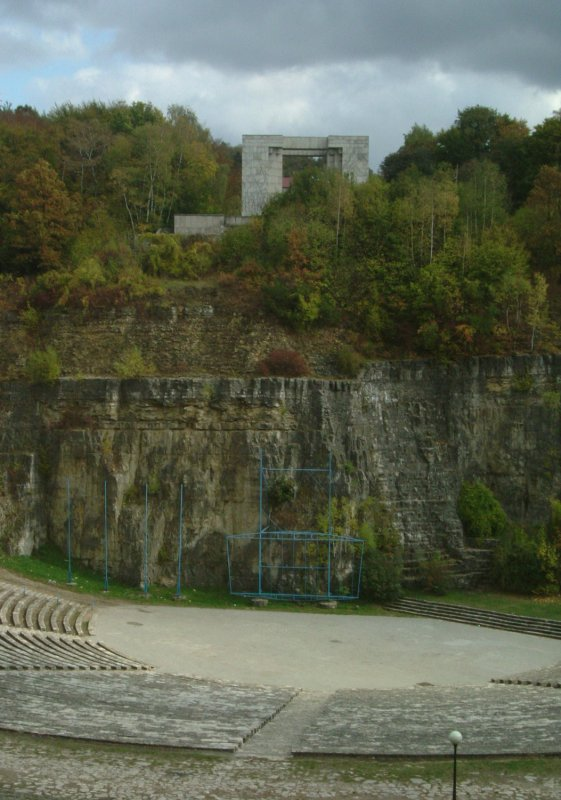
Amfiteatr na Górze Św. Anny - rok 2003

Thingstätte, Thingplatz – otwarte amfiteatry budowane w nazistowskich Niemczech jako miejsca wieców NSDAP i organizacji pokrewnych. 
Idea Thingstätte, jak i sama nazwa, nawiązywała do starogermańskich thingów - zgromadzeń wolnych mężczyzn poszczególnych plemion germańskich. Budowano je w romantycznej scenerii ruin, skał lub kamieniołomów. Pierwszy, z planowanych 1200, Thingstätte powstał w 1934 koło Halle, do końca wojny wybudowano około 40 takich amfiteatrów. 
Zarówno w okresie nazistowskim, jak i później Thingstätte wykorzystywano także jako miejsca festiwali muzycznych lub teatralnych. 
Na terenie Polski amfiteatry z serii Thingstätte znajdują się na Górze św. Anny (ukończony w 1938), w Ośnie Lubuskim nad jeziorem Reczynek oraz na terenie Ordensburg Krössinsee pod Złocieńcem.